# Enaroforo
Enaroforo è un personaggio della mitologia greca, uno dei figli di Ippocoonte. Il nome è composto da ἔναρα (spoglie) e del verbo φέρω (portare) e significa dunque olui che conquista e si porta via le spoglie.
Come detto da Apollodoro nella Biblioteca, Enaroforo aiutò il padre a scacciare Icario e Tindaro da Lacedemone. In particolare proprio Enaroforo voleva impadronirsi di Elena con la forza.
Venne ucciso da Eracle con il padre e tutti i suoi fratelli.